# Antonio Durán
Antonio Durán (* 19. August 1924 in Arbúcies; † 11. Januar 2009 in Åkersberga) war ein spanisch-schwedischer Fußballspieler und -trainer. Mit vier gewonnenen schwedischen Meistertiteln und drei Vizemeisterschaften gilt er als erfolgreichster Trainer von Malmö FF.

## Werdegang
Durán wuchs in Katalonien auf, ehe er als Zehnjähriger mit der Familie nach Teneriffa zog. Hier begann er mit dem Fußballspielen, ehe er für den Zweitligisten  RCD Córdoba debütierte, mit dem er 1948 in die dritte Liga abstieg. 1948 schloss er sich Atlético Madrid in der Primera División an, wo er dank seines Mannschaftskameraden Henry Carlsson erstmals mit schwedischem Fußball in Berührung kam und dessen schwedisches Kindermädchen Ulla er heiratete. Später spielte er noch für Real Oviedo. Mit dem Klub trat er zwischen 1952 und 1954 ebenfalls in der Primera División an. Als 29-Jähriger beendete er anschließend seine aktive Laufbahn.
1955 ging Durán mit seiner Frau nach Schweden und übernahm das Traineramt beim Wifsta/Östrands IF in der drittklassigen Division 3 Södra Norrland. 1957 heuerte er bei Sandvikens IF an. Mit dem Klub belegte er in der aufgrund der Umstellung des Spielrhythmus und der Weltmeisterschaft 1958 verlängerten Spielzeit 1957/58 mit zwei Punkten Vorsprung auf Absteiger IFK Eskilstuna den letzten Nicht-Abstiegsplatz und führte ihn im Folgejahr auf den siebten Tabellenrang. Anschließend übernahm er den Drittligisten Åtvidabergs FF, den er in der Spielzeit 1960 in die zweitklassige Division 2 Östra Götaland führte. Nachdem er dort im ersten Jahr mit der Mannschaft einen Platz im hinteren Mittelfeld belegt hatte, verpasste sie 1962 als Tabellendritter nur dank des schlechteren Torverhältnisses gegenüber den punktgleichen Rivalen IFK Kristianstad und Landskrona BoIS einen Aufstiegsplatz. Im Jahr darauf wurde Åtvidaberg hinter Östers IF Zweiter.
Danach wurde er vom Erstligisten Malmö FF verpflichtet. Durán hatte sich mit dem bei der Weltmeisterschaft 1962 von der brasilianischen Nationalmannschaft, die den Titel errungen hatte, gespielten 4-2-4-System vertraut gemacht. Mit diesem System löste er bei seiner nächsten Trainerstation, dem Allsvenskan-Klub Malmö FF, das bis dato in Schweden gebräuchliche 2-3-5-System ab und erreichte 1964 auf Anhieb den zweiten Platz. In der Folge gestaltete er eine der erfolgreichsten Perioden in der Vereinsgeschichte. Mit der Mannschaft um Spieler wie Ingvar Svahn, Prawitz Öberg, Krister Kristensson, Bo Larsson, Staffan Tapper und Roland Andersson gewann er bis 1971 viermal den Von-Rosens-Pokal für die schwedische Landesmeisterschaft. Zudem gewann er 1967 mit Malmö FF den Svenska Cupen.
1972 verließ Durán den Klub und ging zum Djurgårdens IF. Beim Stockholmer Klub konnte er nicht an die Erfolge zu seiner Zeit in Schonen anknüpfen, der dritte Tabellenplatz in der Spielzeit 1973 war das beste Ergebnis.
1975 erlitt Durán eine Hirnblutung. Daher zog er sich aus dem Fußballgeschäft zurück.